# Об'єднаний український державний університет
Об'єднаний український державний університет — колишній навчальний заклад у місті Кзил-Орда (Казахстан).
Створений ухвалою уряду СРСР шляхом тимчасового об'єднання евакуйованих Київського і Харківського університетів у часи Другої світової війни.
У лютому 1942 рішенням Всесоюзного комітету в справах вищої школи при РНК СРСР було утворено Об’єднаний український державний університет (ОУДУ), який очолив ректор Київського університету, професор Олексій Русько. Після того як Русько повернувся до України, фактичним ректором був Олександр Сазонов, а проректором Олександр Давидов. Також Давидов виконував обов'язки ректора у останні місяці перед реевакуацією університету. 
На початку роботи ОУДУ на його 6-ти факультетах (фізико-математичному, хімічному, біологічному, філологічному, історичному та юридичному) навчався 331 студент, а на листопад 1943 — 636 студентів. Навчальну та науково-дослідну роботу проводили 23 кафедри. Професорсько-викладацький склад налічував 83 особи, у т. ч. 8 професорів і 28 доцентів, кандидатів наук. Викладацьку і наукову роботу вели такі відомі вчені, як член-кореспондент АН УРСР Кирило Синельников, заслужений діяч науки Микола Барабашов, доктори наук, професори Є.Козинський, А.Введенський, Є.Хотинський, Григорій Костюк, Самуїл Ландкоф, Олександр Астряб та ін. Урядом Казахської РСР університету було надано необхідну допомогу приміщенням, бібліотечними фондами, житлом, виділено підсобне господарство із земельною ділянкою та тваринницькою фермою. Навчання проводилося за довоєнним 5-річним строком навчання. З 1942 було відновлено аспірантуру. Працювала вчена рада ОУДУ у складі 30 професорів і викладачів. Проводилися захисти докторських і кандидатських дисертацій. Працювали студентські наукові гуртки. За час існування ОУДУ було підготовлено 263 спеціалісти. Після визволення Харкова і Києва ОУДУ був розформований, а його колективи з’єдналися з університетами, що почали працювати в цих містах. Роботу ОУДУ в евакуації було відзначено Почесною грамотою Президії ВР Казахської РСР. Таку саме нагороду вручено і 25 викладачам та студентам. 